# Maria Hlavajova
Maria Hlavajova (auch Mária Hlavajová; * 1971 in Liptovský Mikuláš, Tschechoslowakei) ist eine slowakische Kunsthistorikerin, Kuratorin und Museumsleiterin am BAK – basis voor actuele kunst – in Utrecht. Sie konzipiert internationale Kunst- und Theorieprojekte, Vortragsreihen und Symposien und verantwortet zahlreiche Publikationen.

## Werdegang
Hlavajova war von 1991 bis 1999 (ab 1994 als Leiterin) für das Soros Center for Contemporary Arts (SCCA) in Bratislava tätig, einem regionalen Programm des Open Society Institute zur Förderung des künstlerischen Diskurses in Zeiten der postkommunistischen Systemtransformation. Daneben war sie von 1998 bis 2002 Gastkuratorin (Visiting Curator) am Center for Curatorial Studies des Bard College in den Vereinigten Staaten.
Zusammen mit Kathrin Rhomberg gründete sie das Netzwerk Tranzit, eine langfristige Initiative für zeitgenössische Kunst und Kunsttheorie in Ländern Zentral- und Osteuropa, die von der Erste Stiftung finanziert wird. Von 2002 bis 2008 war sie mit Rhomberg Programmdirektorin.
Seit 2000 ist sie Direktorin des BAK – basis voor actuele kunst, einem Museum für zeitgenössische Kunst in Utrecht. Hier untersuchte sie unter anderem in den Jahren von 2008 bis 2016 für das internationale Forschungs- und Ausstellungsprojekt Former West, wie sich das Ende des Kalten Krieges auf den scheinbar unveränderten „Westen“ auswirkte.
2007 kuratierte Hlavajova den niederländischen Pavillon auf der 52. Biennale von Venedig. Im Roma-Begleitprogramm der 54. Biennale, das von der BAK organisiert wurde, war sie künstlerische Leiterin des Projekts Call the Witness.

## Ausstellungen und Projekte (Auswahl)
- Borderline Syndrome: Energies of Defense (mit Kathrin Rhomberg, Ole Bouman, Francesco Bonami) Manifesta 3; Ljubljana 2000[8]
- New World Academy (mit Jonas Staal), BAK 2013 bis 2016[9][10]
- Future Vocabularies, BAK, 2014–2017
- Propositions for Non-Fascist Living, BAK, 2017

## Publikationen (Auswahl)
- mit Simon Sheikh (Hrsg.): Former West: Art and the Contemporary After 1989. BAK & MIT Press, 2017, ISBN 978-0-262-53383-6.
- mit Wietske Maas: Propositions for non-fascist living : tentative and urgent. MIT, Utrecht 2019, ISBN 978-0-262-53789-6.
- mit Sven Lütticken: Deserting from the culture wars. Cambridge 2020, ISBN 978-0-262-36368-6.